# チュルニ・ヴルフ天文台
チュルニ・ヴルフ天文台（Črni Vrh Observatory 、Observatorij Črni Vrh）は、スロベニアの西部、イドリヤに近い村、チュルニ・ヴルフにある天文台である。海抜730mに位置している。現在の天文台はヴォランティアによって1985年に建設された。
冬季には特に観測の適地であるので、現在の天文台の近くで自作の観測機器での観測は1975年から継続的に行われてきた。リュブリャナ大学の天文学の研究者も、この天文台で観測を行っている。
スロヴェニア語の略語でPICAと称する、彗星、小惑星探索計画が、2003年3月からFinger Lake 1k x 1k CCDカメラが取りつけられた60-cm, f/3.3 Cichocki望遠鏡を使用して行われている。
1998年8月23日に発見された9674 スロベニアを始め、2021年現在で437個の小惑星を発見している。2008年8月18日Stanislav Matičičによって彗星C/2008 Q1が発見された。